# Dicrotendipes leucolabis
Dicrotendipes leucolabis är en tvåvingeart som beskrevs av Jean-Jacques Kieffer 1922. Dicrotendipes leucolabis ingår i släktet Dicrotendipes och familjen fjädermyggor.
Artens utbredningsområde är Kongo. Inga underarter finns listade i Catalogue of Life.